# Jauge de l'Offshore Racing Congress
La jauge de l'Offshore Racing Congress est une jauge de course à la voile pour la course au large ou côtière reconnue par l'ISAF. Gérée par l'Offshore Racing Congress (ORC), la version de base de la jauge, dite ORC International, possède une version simplifiée, nommée ORC Club, reconnue également par l'ISAF.

## Historique
Depuis 2007 les jauges ORC International et ORC Club sont les deux jauges internationales gérées par l'Offshore Racing Congress. Elles sont issues de la jauge de 1985, l'International Measurement System (IMS). La jauge IMS faisait déjà l'objet d'une version simplifiée, l'ORC Club, avant de changer de nom pour devenir l'ORC International d'une part, et la méthode de mesure pour les deux jauges de l'ORC, d'autre part. (Voir l'article Offshore Racing Congress.) 
Les jauges ORC International et ORC Club utilisent la méthode de mesure IMS et le programme de prédiction de performance VPP de l'ORC.

## Principe de la jauge
Comme toutes les jauges de course à la voile, le système de jauge de l'ORC est destiné à fournir un classement en temps compensés, pour donner des chances égales aux voiliers concurrents de toutes tailles. Mais, différence fondamentale avec les autres jauges, la jauge ne l'ORC ne fournit pas un rating (une mesure suivant la jauge) fixe, valable pour toutes les courses, mais un ensemble de données, les performances potentielles d'un bateau à différentes vitesses et directions du vent. Pour chaque régate, en fonction du parcours décidé par les organisateurs, est établie une courbe de performance de chaque voilier. Cette courbe de performance donne un vent implicite (Implied Wind), le vent théoriquement rencontré par le concurrent. Un voilier a été d'autant plus performant sur cette course que son vent implicite a été élevé : le classement va donc du plus grand vent implicite jusqu'au plus petit. Ce qui revient à courir contre son ombre.
Cette méthode fondamentale et assez complexe de classement du système de jauge de l'ORC a été complétée par des calculs de temps rendus (allégeance de temps) plus traditionnels : temps rendus en fonction du temps de course (Time On Time), en fonction de la distance de course (Time On Distance) ou d'une méthode à trois vitesses de vent (Triple Number), méthode temps sur temps tenant compte des trois types de vents (faible, médium, fort) pouvant être rencontrés en course. 
Seuls les voiliers ayant un certificat de jauge ORC International disposent d'une table d’allégeance de temps en secondes par mille établie pour des vents de 6, 8, 10, 12, 14, 16 et 20 nœuds, pour dix différentes allures, ou angles par rapport au vent. Ils peuvent ainsi être classés suivant leur courbe de performance (Performance Curve Scoring). 

## Méthode de mesure IMS
Les documents détaillés de l'International Measurement System (IMS) sont publiés par l'ORC.

## Prédiction de performance ORC VPP
Les documents détaillés du VPP sont publiés par l'ORC, il n'y a pas de formule secrète comme dans la jauge IRC.

## ORC Club
La jauge ORC Club est une formule simplifiée de la jauge ORC International. Elle dispose d'un questionnaire en ligne pour la demande d'un certificat.